# Pitecins
Els pitecins (Pitheciinae) són una subfamília de micos del Nou Món. Formen la família dels pitècids juntament amb els cal·licebins. Aquests primats viuen a la conca amazònica, en una regió que s'estén des del sud de Veneçuela fins al nord de Bolívia. Són primats de mida mitjana, amb una fesomia robusta. El pèl, que és bastant llarg i vaporós, els fa semblar més grans del que són.